# Léo Montulet
Léo Montulet (4 juli 1997) is een Belgisch kajakker.

## Levensloop
Montulet begon op op 15-jarige leeftijd te kajakken. Hij werd onder meer gecoacht door Jean-Pierre Burny en Maxime Richard.
In 2019 werd hij vicewereldkampioen indiviudeel bij de beloften en wereldkampioen U23 in de ploegenkoers met Kilian Meersmans en Samuel Pype. In 2021 behaalde hij een vijfde plaats in de K1 Classic team op de Europese kampioenschappen en een 7de plaats in de individuele K1 Classic. In 2022 behaalde hij samen met Samuel Pype en Joren Bogaerts brons in de sprint (teams) op de wereldkampioenschappen in het Franse Treignac.
In juni 2023 won hij in het Italiaanse Mezzana de Wereldbeker-wedstrijd over de klassieke afstand. Tevens behaalde hij er een vierde plaats in de sprint. In september 2023 won hij daarnaast eenmaal zilver en eenmaal goud ook de WB-manche in het Tsjechische Lipno, waarmee hij eveneens de eindzege in de wereldbeker op zak stak. Met Joren Bogaerts en Kilian Meersmans behaalde hij zilver op het EK van dat jaar in het onderdeel 'K1 Classic teams' in het Macedonische Skopje.
Montulet is van opleiding schrijnwerker en afkomstig uit Dinant. Hij heeft een relatie met Laurane Sinnesael, eveneens actief in het kajakken.